# Damon Knight
Damon Francis Knight (* 19. September 1922 in Baker, Oregon; † 15. April 2002 in Eugene, Oregon) war ein US-amerikanischer Science-Fiction-Autor, -Herausgeber und -Kritiker.

## Leben
Damon Knight ging 1941 nach New York, wo er Mitglied der Futurians, einer Gruppe jugendlicher Science-Fiction-Fans und -Autoren, wurde. Dieser einflussreichen Gruppe des Fandoms gehörten auch Frederik Pohl, Donald A. Wollheim, Isaac Asimov und Cyril M. Kornbluth an. Hier begann er mit dem Schreiben von Kurzgeschichten. Zunächst erschienen seine Geschichten in so genannten Fanzines, vervielfältigten Zeitschriften, die von Science-Fiction-Fans herausgegeben wurden. The Avenger, eine seiner ersten professionellen Geschichten, erschien in Planet Stories unter dem Pseudonym Stuart Fleming. Einige weitere Veröffentlichungen in Pulp-Magazinen folgten, aber Knight fand die Restriktionen und Vorgaben, die diese Art der Veröffentlichung mit sich brachten, zu aufreibend. Er wurde Mitherausgeber verschiedener Publikationen. Nebenher schrieb er weiterhin Science-Fiction. Während seiner Zeit bei den Futurians, die er in seinem Buch The Futurians als eine „… kritische Bande“ bezeichnete, wurde ihm bewusst, dass er selbst einer der größten Kritiker innerhalb der Futurians war. Diese Eigenschaft kultivierte er nach seiner Zeit beim Fandom zusammen mit seinem Freund James Blish.
Damon Knight war dreimal verheiratet, zunächst mit Gertrud Werndl, dann mit Helen del Rey (geb. Schlaz), der Ex-Frau von Lester del Rey. Nach der Scheidung von Helen del Rey im Jahr 1962 heiratete er am 23. Februar 1963 Katie Gertrude Wilhelm (geb. Meredith), besser bekannt unter dem Namen Kate Wilhelm.

## Leistungen
Knight war neben seiner schriftstellerischen Tätigkeit auch Herausgeber von Genre-Anthologien sowie Magazinen und Buchreihen und ein anerkannter SF-Literaturkritiker.
Auf eine Anregung von James Blish hin gründete Knight im Jahr 1965 die Science Fiction Writers of America (SFWA), eine Vereinigung der professionellen Science-Fiction-Autoren Nordamerikas, und wurde deren erster Präsident.
In Genre-Kreisen machte der Insider-Scherz die Runde, „ob er denn nichts aus der Gründung der N3F gelernt habe“. Dieser Scherz bezieht sich auf die National Fantasy Fan Federation (N3F), einer äußerst schwerfälligen Organisation, deren Gründung Knight mit seinem Fan-Artikel Unite or Fie! 1941 initiiert hatte.
Mit James Blish und Judith Merril gründete er die Milford Writing Workshops, in denen er Nachwuchsautoren unterrichtete. Später gründete er zusammen mit seiner Frau Kate Wilhelm den Clarion Science Fiction Writers’ Workshop, bei dem die beiden jahrzehntelang Nachwuchsautoren unterrichteten. Als eine der besten Anleitungen für angehende Autoren des Genres gilt Creating Short Fiction (1981). Von vielen Autoren, die Knights Schreibkurse besucht haben, wird er als Lehrer und einer der Großen des Genres verehrt, unter anderem von Gene Wolfe, der ihm The Fifth Head of Cerberus widmete.
Damon Knights Leistungen für das Science-Fiction-Genre liegen vor allem in seiner Arbeit als Herausgeber verschiedener Anthologien, von denen die Orbit-Reihe die bei weitem bekannteste ist. Insgesamt gab er 21 Bände der Reihe zwischen 1966 und 1980 heraus, in denen neben alten Bekannten wie Kate Wilhelm Neuentdeckungen wie R.A. Lafferty des Öfteren zum Zuge kamen.
Die Zusammenstellung seiner Buchkritiken und Aufsätze über den Stand der SF-Literatur In Search of Wonder (1956) gilt als das erste ernstzunehmende Werk der modernen Science-Fiction-Kritik und erhielt einen Hugo Award. Das Buch wurde 1967 und 1996 jeweils in erweiterter Form neu aufgelegt. Gardner Dozois nannte Damon Knight den „Begründer der SF-Kritik“.
In Deutschland erschienen einige seiner wichtigeren Romane; seine zahlreichen Prosasammlungen blieben jedoch fast unberücksichtigt, obwohl er sich im Bereich der Kurzgeschichte weit eher verdient machte. Von seinen Kurzgeschichten ist To Serve Man (dt. Ein Plan für die Menschheit bzw. Wie man die Menschen vorbereitet) eine der bekanntesten und erschien erstmals 1950 in dem Magazin Galaxy. Sie diente auch als Vorlage für eine Folge der Fernsehserie Twilight Zone.
Sein Buch The Futurians (1977) über seine Zeit bei dem gleichnamigen SF-Fanclub gilt als eine der unterhaltsamsten Veröffentlichungen über die Geschichte der Science-Fiction.
Kate Wilhelm und Damon Knight wurde 1996 die Ehrendoktorwürde in Geisteswissenschaften der Michigan State University verliehen. 1994 erhielt er den Grand Master Award der SFWA für sein Lebenswerk. Dieser Preis wurde nach seinem Tod in Damon Knight Memorial Grand Master Award umbenannt. 2003 wurde Knight postum in die Science Fiction Hall of Fame aufgenommen.

## Bibliografie
The Analogues. (Romanserie)
- The Analogues. 1952. (Kurzgeschichte)
- Ticket to Anywhere. 1952. (Kurzgeschichte)
  - Deutsch: Fahrt ins Ungewisse. In: Lothar Heinecke (Hrsg.): Galaxis Science Fiction. Moewig, 1959.
- Hell’s Pavement. 1955. (auch als: Analogue Men, 1962)

The World and Thorinn. (Romanserie)
- 1 The World and Thorinn. 1968. (Kurzgeschichte)
- 2 The Garden of Ease. 1968. (Kurzgeschichte)
- 3 The Star Below. 1968. (Kurzgeschichte)
- The World and Thorinn. 1981.
  - Deutsch: Sturz in die Unterwelt. Knaur Science Fiction & Fantasy #5758, 1983, ISBN 3-426-05758-1.

CV (Romanserie)
- 1 CV. 1985.
- 2 The Observers. 1988.
- 3 A Reasonable World. 1991.

Romane
- Masters of Evolution. 1959.
- The People Maker. 1959. (auch als: A for Anything)
- The Sun Saboteurs. 1961. (auch als: The Earth Quarter, 1970)
- Beyond the Barrier. 1964. (auch als The Tree of Time)
  - Deutsch: Sprung über die Zeitbarriere. Bastei Lübbe Science Fiction Taschenbuch #27, 1973, ISBN 3-404-00114-1.
- The Rithian Terror. 1965. (auch als: Double Meaning, 2011)
- Mind Switch. 1965. (auch als: The Other Foot)
  - Deutsch: Zweibeiner sehen dich an. Fischer Orbit #20, 1973, ISBN 3-436-01675-6.
- The Man in the Tree. 1984.
  - Deutsch: Der Mann im Baum. Heyne SF&F #5003, 1993, ISBN 3-453-06230-2.
- Why Do Birds. 1992.
- Humpty Dumpty: An Oval. 1996.

Sammlungen
- Far Out. 1961.
- In Deep. 1963.
- Off Center. 1965.
- Turning On. 1966.
- Three Novels. 1967. (auch als Natural State and Other Stories, 1975)
  - Deutsch: Welt ohne Maschinen. Goldmanns Weltraum Taschenbücher #092, 1968.
- World Without Children and The Earth Quarter. 1970.
- The Best of Damon Knight. 1976.
- Rule Golden and Other Stories. 1979.
- Better Than One. 1980. (mit Kate Wilhelm)
- Late Knight Edition. 1985.
- Rule Golden / Double Meaning. 1991.
- God’s Nose. 1991.
- One Side Laughing: Stories Unlike Other Stories. 1991.

Anthologien
Nebula Awards
- Nebula Award Stories 1965. (1966) Deutsch:
  - Computer streiten nicht. Lichtenberg (Science Fiction für Kenner #4), 1970.
  - Der Gigant. Lichtenberg (Science Fiction für Kenner #5), 1971, ISBN 3-7852-2005-7.

Orbit
- Orbit. 1–21, 1966–1980.
- The Best from Orbit 1–10, 1975. (auch als: Best Stories from Orbit)
- Damon Knight’s Collection 1–11, 1972–1973. (alle in der Reihe Fischer Orbit)

- A Century of Science Fiction. 1962.
- First Flight. 1963. (auch als: Now Begins Tomorrow. 1969)
- A Century of Great Short Science Fiction Novels. 1964.
- Tomorrow X 4. 1964.
- Beyond Tomorrow. 1965.
- The Dark Side. 1965.
- The Shape of Things. 1965.
- Thirteen French Science-Fiction Stories. 1965.
- Cities of Wonder. 1966.
- Science Fiction Inventions. 1967.
- Worlds to Come. 1967.
- One Hundred Years of Science Fiction. 1968.
- Toward Infinity. 1968.
- The Metal Smile. 1968.
- Dimension X. 1970.
- A Pocketful of Stars. 1971.
- First Contact. 1971.
- Perchance to Dream. 1972.
- A Science Fiction Argosy. 1972.
- Tomorrow and Tomorrow. 1973.
- The Golden Road. 1974.
- Elsewhere X 3. 1974.
- Happy Endings. 1974.
- A Shocking Thing. 1974.
- Science Fiction of the Thirties. 1976.
- First Voyages. 1981. (mit Martin H. Greenberg und Joseph D. Olander)
- The Clarion Awards. 1984.
- The Earth Quarter / Envoy to New Worlds. 2011. (mit Keith Laumer)
- Web of the Worlds / Rule Golden. 2012. (mit Harry Harrison und Katherine MacLean)

Kurzgeschichten
- The Itching Hour. 1940.
- Resilience. 1941.
- Devil’s Pawn. 1942.
- New Day on Aurora. 1943. (als Stuart Fleming)
- Blackout. 1943.
- The Avenger. 1944. (als Stuart Fleming)
- Doorway to Kal-Jmar. 1944. (als Stuart Fleming)
- The Third Little Green Man. 1948.
- No Winter, No Summer. 1948. (mit James Blish, als Donald Laverty)
- Tiger Ride. 1948. (mit James Blish)
- The Star Beast. 1949.
- The Weakness of RVOG. 1949. (mit James Blish)
- Gravity Trap. 1949.
- Not with a Bang. 1950.
  - Deutsch: Schlag die Tür nicht zu! In: Terry Carr (Hrsg.): Die Superwaffe. Goldmanns Weltraum Taschenbücher #095, 1968. Auch als: Ohne Knall. In: Edward L. Ferman (Hrsg.): 30 Jahre Magazine of Fantasy and Science Fiction. Heyne SF&F #3763, 1981, ISBN 3-453-30732-1.
- The Secret People. 1950. (mit James Blish)
- To Serve Man. 1950.
- The Mighty Fallen. 1951.
- Ask Me Anything. 1951.
- Don’t Live in the Past. 1951.
- Cabin Boy. 1951.
- World Without Children. 1951.
- Beachcomber. 1952.
- Catch That Martian. 1952.
- It Kud Habben Tu Yu! 1952.
- Double Meaning. 1953.
- In the Beginning. 1953.
- Definition. 1953.
- Four in One. 1953.
  - Deutsch: Spes Hominis. In: Lothar Heinecke (Hrsg.): Galaxis Science Fiction. Moewig, 1959. Auch als: Hoffnung der Menschheit. In: Walter Spiegl (Hrsg.): Science-Fiction-Stories 89. Ullstein Science Fiction & Fantasy #31029, 1981, ISBN 3-548-31029-X.
- The Worshippers. 1953.
- Turncoat. 1953.
  - Deutsch: Der Überläufer. In: Walter Spiegl (Hrsg.): Science-Fiction-Stories 71. Ullstein 2000 #141 (3458), 1965, ISBN 3-548-03458-6.
- Babel II. 1953.
- Anachron. 1954. (auch als: Arachon, 1997)
- Natural State. 1954.
  - Deutsch: Welt ohne Maschinen. In: Welt ohne Maschinen. 1968.
- Special Delivery. 1954.
- Rule Golden. 1954.
  - Deutsch: Welt ohne Gewalt. In: Welt ohne Maschinen. 1968. Auch als: Die goldene Regel. In: Joe Haldeman (Hrsg.): Nie wieder Krieg. Heyne SF&F #3863, 1982, ISBN 3-453-30749-6.
- The Earth Quarter. 1955.
- Dulcie and Decorum. 1955.
- You’re Another. 1955.
- Extempore. 1956.
- A Likely Story. 1956.
- The Country of the Kind. 1956.
- Backward, O Time. 1956. (auch als: This Way to the Regress)
- The Beach Where Time Began. 1956.
- The Indigestible Invaders. 1956.
- Stranger Station. 1956.
- The Day Everything Fell Down. 1957. (mit Kenneth Bulmer)
- The Last Word. 1957.
- An Eye for a What? 1957.
  - Deutsch: Auge um Auge – aber wie? In: Isaac Asimov, Martin Greenberg, Joseph Olander (Hrsg.): Fragezeichen Zukunft. Moewig (Playboy Science Fiction #6736), 1984, ISBN 3-8118-6736-9.
- Man in the Jar. 1957.
- The Night Express. 1957.
- Dio. 1957. (auch als: The Dying Man)
  - Deutsch: Welt ohne Tod. In: Welt ohne Maschinen. 1968. Auch als: Dio, der Planer. In: Groff Conklin (Hrsg.): Unirdische Visionen. Moewig (Terra Taschenbuch #171), 1970.
- A for Anything. 1957.
- The Enemy. 1958.
- Eripmav. 1958.
- Be My Guest. 1958.
- Thing of Beauty. 1958.
- The Night of Lies. 1958.
- Idiot Stick. 1958.
  - Deutsch: Einer muss der Dumme sein. In: Frederik Pohl, Wolfgang Jeschke (Hrsg.): Titan 4. Heyne SF&F #3533, 1977, ISBN 3-453-30426-8.
- What Rough Beast? 1959.
- To Be Continued. 1959.
- Time Enough. 1960.
- The Handler. 1960.
  - Deutsch: Der Operateur. In: Hans Joachim Alpers, Werner Fuchs (Hrsg.): Die Sechziger Jahre I. Hohenheim (Edition SF im Hohenheim Verlag), 1983, ISBN 3-8147-0034-1.
- Auto-da-Fe (1961)
- The Visitor at the Zoo. 1963.
- Collector’s Item. 1963. (auch als: The End of the Search)
- The Second-Class Citizen. 1963.
  - Deutsch: Bürger zweiter Klasse. In: Leon E. Stover, Harry Harrison (Hrsg.): Anthropofiction. Fischer Orbit #21, 1974, ISBN 3-436-01676-4.
- The Big Pat Boom. 1963.
- Mary (1964, auch als: An Ancient Madness)
  - Deutsch: Ein alter Wahn. In: Walter Ernsting, Thomas Schlück (Hrsg.): Galaxy 14. Heyne SF&F #3175, 1970.
- Semper Fi. 1964. (auch als: Satisfaction)
- God’s Nose. 1964.
- Maid to Measure. 1964.
- To the Pure. 1966.
  - Deutsch: Fachmann vom Antares. In: Thomas Landfinder (Hrsg.): Liebe 2002. Bärmeier & Nikel, 1971.
- Shall the Dust Praise Thee? 1967.
  - Deutsch: Wo warst du? In: Harlan Ellison (Hrsg.): 15 Science Fiction Stories II. Heyne-Anthologien #34, 1970.
- Masks. 1968.
  - Deutsch: Masken. In: Science-Fiction-Stories 51. Ullstein 2000 #97 (3159), 1975, ISBN 3-548-03159-5.
- Truly Human. 1969.
- On the Wheel. 1972.
- Down There. 1973.
- I See You. 1976.
  - Deutsch: Ich seh dich. In: Manfred Kluge (Hrsg.): Die Cinderella-Maschine. Heyne SF&F #3605, 1978, ISBN 3-453-30512-4.
- Forever. 1981.
  - Deutsch: Auf immer und ewig. In: Terry Carr (Hrsg.): Die schönsten Science Fiction Stories des Jahres: Band 2. Heyne SF&F #4047, 1984, ISBN 3-453-30990-1.
- Azimuth 1, 2, 3 … 1982.
  - Deutsch: Azimuth 1, 2, 3 …. In: Friedel Wahren (Hrsg.): Isaac Asimovs Science Fiction Magazin 18. Folge. Heyne SF&F #3998, 1983, ISBN 3-453-30934-0.
- Tarcan of the Hoboes. 1982.
- La Ronde. 1983.
  - Deutsch: La Ronde. In: Ronald M. Hahn (Hrsg.): Kryogenese. Heyne SF&F #4169, 1985, ISBN 3-453-31131-0.
- O. 1984.
- The Time Exchange. 1984.
- The Very Objectionable Mr. Clegg. 1984.
- Good-Bye, Dr. Ralston. 1985.
- The Cage. 1985.
- Who Is Damon Knight? 1985.
- A Fantasy. 1985.
- The God Machine. 1985.
- Point of View. 1985.
- Each Prisoner Pent. 1985.
- The Man Who Went Back. 1985.
- Strangers in Paradise. 1986. (auch als: Strangers on Paradise, 1986)
- Not a Creature. 1993.
- Fortyday. 1994.
- Life Edit. 1996.
- Watching Matthew. 2002.

Sachliteratur
Monad-Serie
- Monad: Essays on Science Fiction #1. 1990.
- Monad Number Two. 1992.
- Monad: Essays of Science Fiction #3. 1993.

- 1939 Yearbook of Science, Weird and Fantasy Fiction. 1940. (mit Wilson Tucker, Harry Warner, Jr. und Jane Tucker)
- In Search of Wonder. 1956.
- Charles Fort, Prophet of the Unexplained. 1970.
- Turning Points: Essays on the Art of Science Fiction. 1977.
- The Futurians. 1977.
- The Clarion Writers’ Handbook. 1978.
- Creating Short Fiction. 1981.
- Faking the Reader Out. 1991.

## Auszeichnungen
- 1997: Jupiter Award für die Kurzgeschichte I See You
- 2001: Retro Hugo Award für To Serve Man, Ein Plan für die Menschheit aus dem Jahr 1950